# Tiburon (schiereiland in Californië)

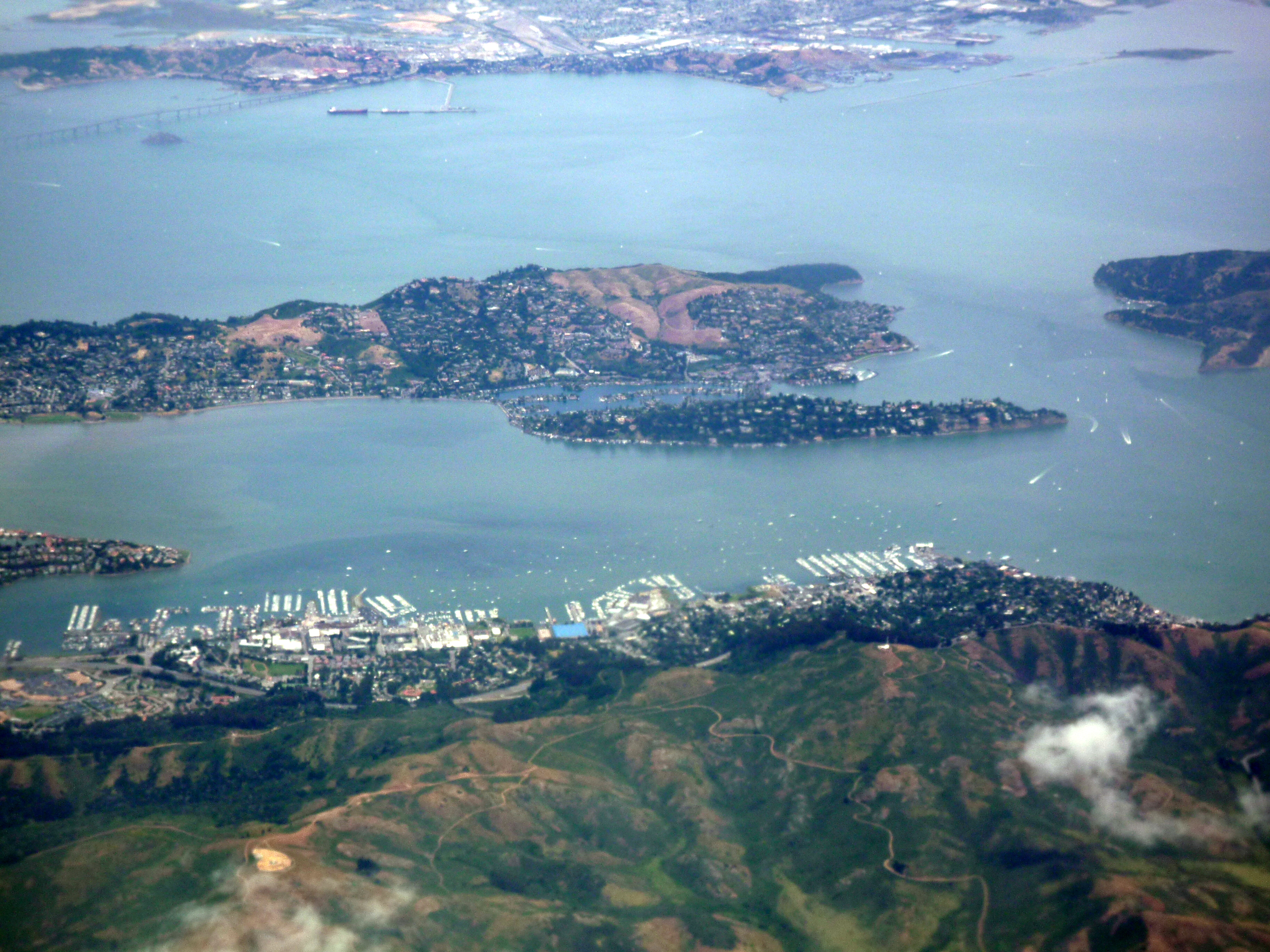
Luchtfoto van Tiburon (vanuit het westen).

Tiburon (Engels: Tiburon Peninsula) is een schiereiland in het zuidoosten van Marin County, ten noorden van San Francisco, in de Amerikaanse staat Californië. Het sluit ter hoogte van Corte Madera en Mill Valley aan op de rest van Marin County, dat op zichzelf ook een schiereiland is tussen de Stille Oceaan in het westen en de Baai van San Francisco in het oosten. Het schiereiland Tiburon strekt zich uit in zuidoostelijke richting. Het wordt van Sausalito gescheiden door de Richardson Bay.
Er zijn twee stadjes op het schiereiland: Tiburon en Belvedere. Die laatste plaats bevindt zich voornamelijk op Belvedere Island, dat vroeger een eiland was dat door een moeras van het schiereiland Tiburon gescheiden werd, maar dat er nu door twee dijken mee verbonden is. Beide gemeenschappen zijn welvarend.
Ten zuidoosten van het schiereiland ligt Angel Island.